# Pentazolo
Il pentazolo è un composto chimico con formula bruta HN5. Si tratta di un composto aromatico omociclico, costituito da un anello di cinque atomi di azoto uno dei quali è legato ad un atomo d'idrogeno. Sebbene vada tecnicamente classificato tra i composti inorganici ed omociclici, non contenendo nessun atomo di carbonio, il pentazolo è stato storicamente considerato appartenente alla famiglia degli azoli, cioè delle molecole eterocicliche contenenti da uno a cinque atomi d'azoto, di cui fanno parte anche pirrolo, pirazolo, imidazolo, ossazolo e tiazolo. Per questo, viene talvolta considerato come l'anello di congiunzione tra chimica inorganica ed organica.

Il pentazolo è stato sintetizzato per la prima volta nel 2003, da parte dei ricercatori della National University of Ireland.

## Derivati
I composti ottenibili sostituendo un gruppo di atomi all'atomo di idrogeno sono chiamati pentazoli. Gli elementi di questa classe sono instabili e spesso altamente esplosivi. Il primo pentazolo scoperto fu, nel 1954, il fenilpentazolo, in cui l'anello d'azoto è stabilizzato dal legame con un anello fenile. Il pentazolo più stabile conosciuto è il 4-dimetilamminofenilpentazolo, che tuttavia tende a decomporsi a temperature superiori ai 50 °C. Gli arili di un pentazolo sono stabilizzati dai gruppi donatori di elettroni.

## Ioni del pentazolo
Il catione ciclico del pentazolo, N5+, non è stato ancora prodotto, probabilmente a causa delle sue predette proprietà antiaromatiche. Si conosce però il catione pentazenio N+5), che ha una struttura lineare anziché ad anello. La spettrometria di massa ha rilevato la presenza dell'anione pentazoluro (N5-) nelle reazioni di decomposizione di derivati del fenilpentazolo. Sono stati osservati indizi della formazione di pentazolo e anioni pentazoluro in soluzione, tra cui la formazione di azoturi contenenti l'isotopo 15N (isotopo poco diffuso in natura, e quindi utile per etichettare gli atomi presenti nei reagenti distinguendoli da quelli presenti nell'aria), ma la prova che si siano prodotti anioni N5- è stata contestata. Successivi esperimenti, analizzando dettagliatamente i prodotti della decomposizione, hanno invece confermato la formazione del pentazolo (HN5), in ampio accordo con le previsioni teoriche.

Ad ogni modo, il pentazolo non sopravvive in una soluzione acquosa per più di qualche secondo, senza l'ausilio di agenti complessanti. Nel caso si dovesse trovare un modo per conservarlo stabilmente, questo aprirebbe la strada alla creazione di sali con la parte non metallica composta interamente da azoto, che potrebbero essere dei propellenti estremamente potenti.